# Čebovská lesostep
Čebovská lesostep je přírodní rezervace v oblasti Štiavnické vrchy.
Nachází se v katastrálním území obce Čebovce v okrese Veľký Krtíš v Banskobystrickém kraji. Území bylo vyhlášeno či novelizováno v roce 1988 na rozloze 7,3500 ha. Ochranné pásmo nebylo stanoveno.